# Nicole Hassler (Eiskunstläuferin)
Nicole Hassler (* 1. Juni 1941 in Chamonix; † 19. November 1996) war eine französische Eiskunstläuferin, die im Einzellauf startete.
Nicole Hasslers Vater war Albert Hassler (1903–1994), der beste französische Eishockeyspieler der 1920er und 1930er Jahre. Er nahm als Kapitän des Nationalteams an den Olympischen Spielen 1924, 1928 und 1936 teil, 1924 auch im Eisschnelllauf. Später fungierte es als Trainer seiner Tochter.
Hassler wurde 1960 und von 1962 bis 1966 französische Meisterin im Eiskunstlaufen. Im Zeitraum von 1959 bis 1966 nahm sie an allen Europameisterschaften teil. 1963 wurde sie in Budapest Vize-Europameisterin hinter der Niederländerin Sjoukje Dijkstra. 1964, 1965 und 1966 gewann sie die Bronzemedaille. Im Zeitraum von 1958 bis 1966 nahm Hassler an sieben Weltmeisterschaften teil. Dort konnte sie 1963 in Cortina d’Ampezzo mit Bronze hinter Dijkstra und der Österreicherin Regine Heitzer ihre einzige Weltmeisterschaftsmedaille gewinnen. Hassler bestritt zwei Olympische Spiele. 1960 in Squaw Valley wurde sie Elfte und 1964 in Innsbruck Vierte.
Nach der Beendigung ihrer Amateurkarriere wechselte Hassler nicht zu den Profis und trat nicht in Eis-Shows auf, wie die meisten anderen Eiskunstläuferinnen. Stattdessen widmete sie sich der Erziehung ihrer Kinder. Erst in den frühen 1990er Jahren trat sie wieder in Kontakt mit der Eiskunstlaufwelt und gründete einen Eiskunstlaufverein.

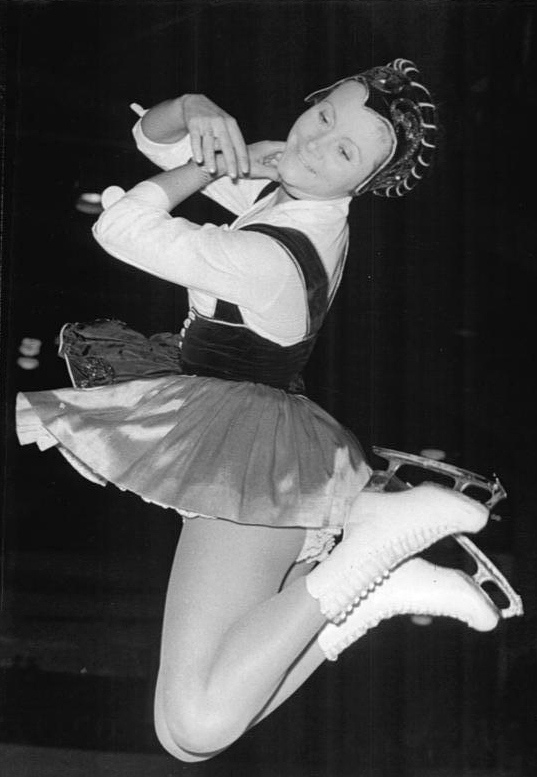
Nicole Hassler

## Ergebnisse
| Wettbewerb / Jahr            | 1958 | 1959 | 1960 | 1961 | 1962 | 1963 | 1964 | 1965 | 1966 |
| ---------------------------- | ---- | ---- | ---- | ---- | ---- | ---- | ---- | ---- | ---- |
| Olympische Winterspiele      |      |      | 11.  |      |      |      | 4.   |      |      |
| Weltmeisterschaften          | 23.  |      | 12.  |      | 6.   | 3.   | 4.   | 8.   | 5.   |
| Europameisterschaften        |      | 16.  | 10.  | 8.   | 6.   | 2.   | 3.   | 3.   | 3.   |
| Französische Meisterschaften | 3.   | 2.   | 1.   | 2.   | 1.   | 1.   | 1.   | 1.   | 1.   |